# Aruba ved OL
Aruba deltog i olympiske lege første gang under Sommer-OL 1988 i Seoul og har deltaget i samtlige sommerlege siden. Landet har aldrig deltaget i vinterlege og har aldrig vundet nogen medalje ved sommerlegene.
Fra 1952 til 1984 deltog udøvere fra Aruba som en del af De nederlandske Antiller, før området blev en egen autonom enhedsstat i Kongeriget Nederlandene i 1986.

## Medaljeoversigt
| Arubas medaljer under de olympiske sommerlege | Arubas medaljer under de olympiske sommerlege | Arubas medaljer under de olympiske sommerlege | Arubas medaljer under de olympiske sommerlege | Arubas medaljer under de olympiske sommerlege | Arubas medaljer under de olympiske sommerlege |
| --------------------------------------------- | --------------------------------------------- | --------------------------------------------- | --------------------------------------------- | --------------------------------------------- | --------------------------------------------- |
| Lege                                          | Guld                                          | Sølv                                          | Bronze                                        | Totalt                                        | Rang                                          |
| 1952–1984                                     | som en del af Nederlandske Antiller           | som en del af Nederlandske Antiller           | som en del af Nederlandske Antiller           | som en del af Nederlandske Antiller           | som en del af Nederlandske Antiller           |
| 1988 Seoul                                    | 0                                             | 0                                             | 0                                             | 0                                             | –                                             |
| 1992 Barcelona                                | 0                                             | 0                                             | 0                                             | 0                                             | –                                             |
| 1996 Atlanta                                  | 0                                             | 0                                             | 0                                             | 0                                             | –                                             |
| 2000 Sydney                                   | 0                                             | 0                                             | 0                                             | 0                                             | –                                             |
| 2004 Athen                                    | 0                                             | 0                                             | 0                                             | 0                                             | –                                             |
| 2008 Beijing                                  | 0                                             | 0                                             | 0                                             | 0                                             | –                                             |
| 2012 London                                   | 0                                             | 0                                             | 0                                             | 0                                             | –                                             |
| 2016 Rio de Janeiro                           | 0                                             | 0                                             | 0                                             | 0                                             | –                                             |
| 2020 Tokyo                                    |                                               |                                               |                                               |                                               |                                               |
| Totalt                                        | 0                                             | 0                                             | 0                                             | 0                                             |                                               |